# NGC 3073
NGC 3073 est une petite galaxie lenticulaire située dans la constellation de la Grande Ourse. NGC 3073 a été découverte par l'astronome germano-britannique William Herschel en 1790.

## Caractéristiques
NGC 3073 présente une large raie HI.

### Distance
Sa vitesse par rapport au fond diffus cosmologique est de 1 289 ± 12 km/s, ce qui correspond à une distance de Hubble de 19,0 ± 1,3 Mpc (∼62 millions d'al).
À ce jour, cinq mesures non basées sur le décalage vers le rouge (redshift) donnent une distance de 26,860 ± 7,924 Mpc (∼87,6 millions d'al), ce qui est à l'intérieur de la distance de Hubble. Notons cependant que c'est avec la valeur moyenne des mesures indépendantes, lorsqu'elles existent, que la base de données NASA/IPAC calcule le diamètre d'une galaxie et qu'en conséquence le diamètre de NGC 3073 pourrait être d'environ 7,13 kpc (∼23 300 al) si on utilisait la distance de Hubble pour le calculer. 

### Émission de radiation ultraviolette
NGC 3073 est une galaxie dont le noyau brille dans le domaine de l'ultraviolet. Elle figure dans le catalogue de Markarian sous la cote Mrk 131 (MK 131).

## Groupe de NGC 3079
NGC 3073 fait partie du groupe de NGC 3079. Ce groupe comprend au  moins 6  galaxies, soit NGC 3073, UGC 5421, UGC 5459, UGC 5460, UGC 5479 et NGC 3079.